# Université préfectorale d'infirmières de Gifu
L'université préfectorale d'infirmières de Gifu (岐阜県立看護大学, Gifu kenritsu kango daigaku) est une université publique située dans la ville de Hashima, préfecture de Gifu au Japon. Elle est fondée en 2000.